# (11244) Andrékuipers
(11244) Andrékuipers is een planetoïde die op 30 juli 2007 naar de ESA-astronaut André Kuipers werd vernoemd. 
De planetoïde heeft een diameter van circa 6 km en draait in de planetoïdengordel tussen de planeten Mars en Jupiter om de zon. Hij is ontdekt op 29 september 1973 op het Palomar-observatorium door C. J. van Houten, I. van Houten-Groeneveld op opnamen gemaakt door T. Gehrels. De voorlopige naam (voor de vernoeming) was 4314 T-2.